# Helmut Nieter
Helmut Nieter (* 13. August 1930  in Berlin-Schöneberg) ist ein deutscher Politiker (DBD, CDU) und ehemaliger Abgeordneter im Landtag Mecklenburg-Vorpommern von 1990 bis 1994.

## Biografie
Helmut Nieter wuchs in Berlin auf und besuchte dort bis 1945 die Schule. Eine Lehre in der Landwirtschaft schloss sich an. Nachdem er das Abitur über eine Sonderreifeprüfung erlangt hatte, studierte er ab 1955 Agrarökonomie an der Hochschule Bernburg mit dem Abschluss Diplom 1960. Nach Tätigkeiten in der Verwaltung übernahm er 1980 den Vorsitz in einem landwirtschaftlichen Betrieb. An der Universität Rostock wurde er 1987 extern mit einer Arbeit über „Serradella – neue Anbauverfahren und Empfehlungen für die Saatgutproduktion“ promoviert.

## Politik
Nieter trat 1950 in die DBD ein, deren Landesvorsitzender er 1990 in Mecklenburg-Vorpommern war, bevor die DBD in die CDU übergeleitet wurde. Er gehörte dem Kreistag des Kreises Schwerin-Land ab 1990 als dessen Präsident und dem Landtag Mecklenburg-Vorpommern von 1990 bis 1994 an.

## Werke
- Serradella – neue Anbauverfahren und Empfehlungen für die Saatgutproduktion Rostock, Univ., Diss. A, 1987